# Cserépkályha

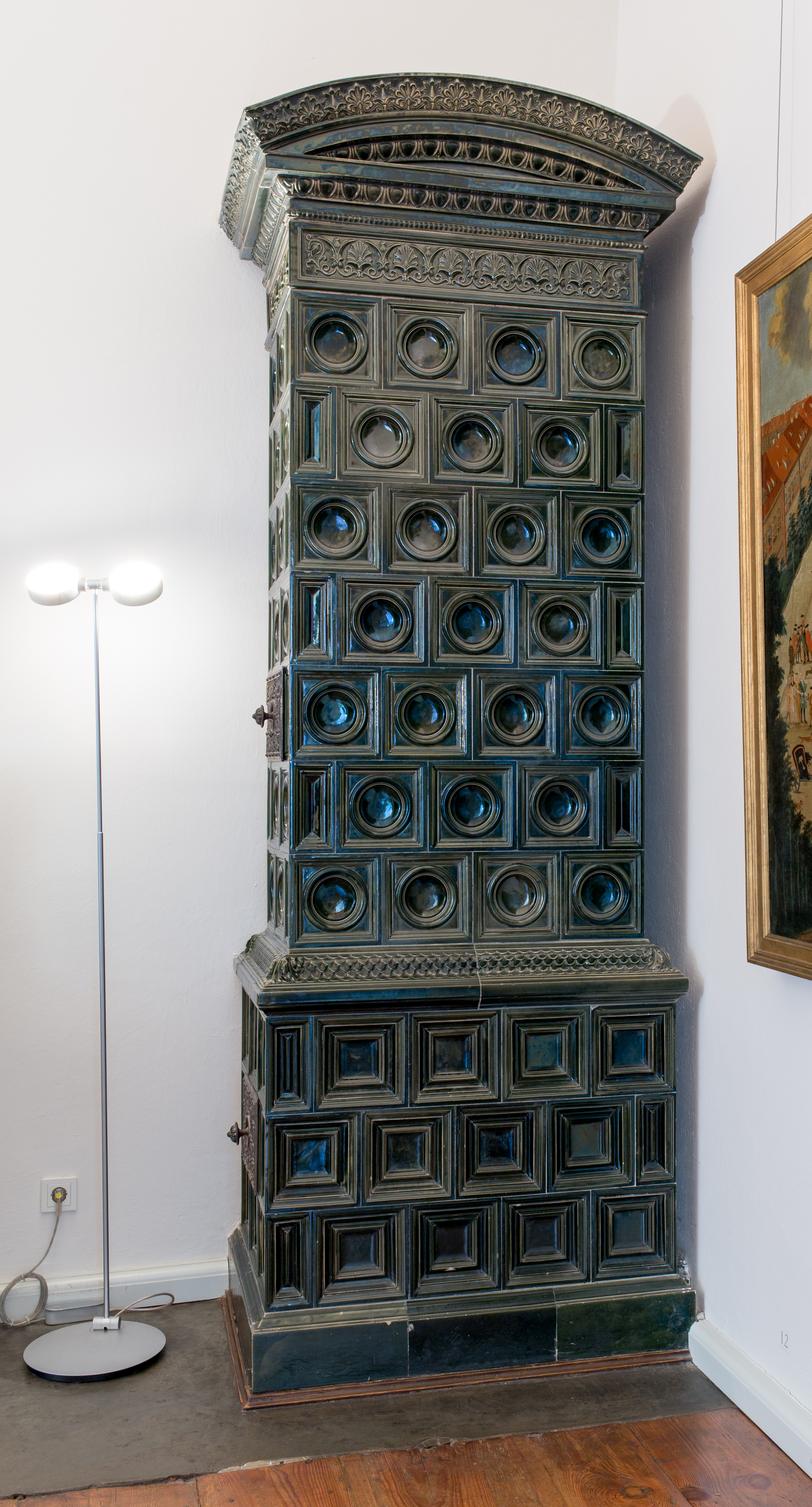
Cserépkályha

A mai cserépkályhák (csempekályha) ősét a 12-13. században német és svájci mesteremberek folyamatos kísérletezés eredményeképpen építették fel először. Kezdetben a többcélú kemencékhez hasonlóan agyagból készült kályhák falára cseréptányérokat tapasztottak, ami jobban megtartotta a meleget, és ezzel növelték a fűtőteljesítményt. Később külön erre a célra kifejlesztett kályhaszemekből – amelyek a mai égetett kerámiából készült kályhacsempék elődei voltak – építették a kályhákat. Hallatlan népszerűsége következtében hihetetlenül gazdag forma- és színvilága alakult ki a cserépkályháknak és a kandallóknak.
Napjainkban újra reneszánszát éli ez az ősi mesterség, a hagyományos formák mellett egyre színesebb, díszesebb és profilosabb elképzeléseket valósítva meg.

## Cserépkályha története
Magyarország a paraszti cserépkályha-készítés leggazdagabb hagyományait képviselte, amit a politikai és társadalmi változások majdnem teljesen eltüntettek. Rengeteg eszmei értéket képviselő cserépkályha kötött ki törmelékként a szemétdombokon. És vele a cserépkályhás mesterség is majdnem teljesen eltűnt.
A ma ismert kutatások szerint az Alpok középső és nyugati részén (Svájc, Dél-Németország) találtak emlékeket a legkorábbi cserépkályhás fűtés emlékeire a 13. század környékéről. Ez a fajta fűtési módszer az ilyen hűvös éghajlaton gyorsan elterjedt. A 14. század során az éghajlat változásnak, a hőmérséklet csökkenésének köszönhetően egyre jobban terjedt ez a fűtési mód. és a 15. század végére kialakult Közép-Európában egy egyfajta földrajzi övezet, ahol mindennapos volt a cserépkályhával történő fűtés. Ez az övezet: Svájc, Dél-Németország, Lengyelország, Csehország és Magyarország.
Az elterjedés során mint minden, fejlődött. Az újításoknak köszönhetően egyre inkább kezdte elnyerni a mai felhasználási formáját. Az újítások lényege, hogy az addig agyagból tapasztott kemence falába kerámia tárgyakat építettek be, hogy a megnövekedett felület még több hőt tudjon leadni, mint a mostani fűtőtestek bordái.
A kályhás mesterség sokáig a fazekassághoz tartozott, amit az akkori formája is bizonyít.
A falusi kályháknál sűrűn alkalmaztak edényformájú kályhaszemeket, gyakori volt még a szögletes, ún. tál alakú kályhaszem. A formázás során négyzet vagy háromszög formára alakították. Ennek köszönhetően építéskor kevesebb agyag felhasználásával egymás mellé tehették a szemeket. Így sokkal esztétikusabb, szebb és egységesebb felületet hozhattak létre.

## Cserépkályha gyártása
Az agyagkályhákat anyaguk szerint osztályozzák.
1. A közönséges színes agyagkályhákat többé-kevésbé tűzálló, vörös-sárga, homokos vagy samottos agyagból készítik és színes, átlátszó (rendszerint zöld vagy barna) ólmos mázzal vonják be.
2. Az engóbozott kályhákat tűzálló, rendszerint vöröses-sárga agyagból készítik és fehér, kaolinos agyagkeverékkel engobozzák. Az ilyenképpen nyert fehér színű kályhacsempét átlátszó, színtelen mázzal vonják be. Ilyen kályha a meisseni, úgynevezett Beguss-kachelofen; a magyar fazekas häuptolt kályhának mondja.
3. A fajansz kályhák (zománcos kályha, porcelán kályha), anyagra nézve durva, fajansz, tehát sárga, meszes agyagból készülnek, melyet fehér, átlátszatlan zománccal (ún. Schmelz) vonnak be.
4. Majolika kályha, sárgás színű, tűzálló agyagból, engobe-bal vagy anélkül is készül. A rendszerint domborműves kályhára ecsettel festik a többszínű mázat. A kályha-agyagot rendszerint porrá törik, szitálják és összekeverik a szükséges homokkal vagy samottal. A keveréket beáztatják, tapossák és összegyúrják és végre ujjnyi vastag lemezeket vágnak belőle. Ezeket hagyják megszikkadni. A sima felszínű csempéket úgy készítik, hogy a megszikkadt lemezből megfelelő nagyságú darabot vágnak, kisimítják és túlsó oldalára hígabb agyagpéppel ráragasztják a bordákat, amelyeket ugyanabból az agyaglemezből vágnak ki, vagy külön e célra szolgáló sajtolóval préselik. A domborműves csempéket és kályharészleteket gipszmintákban formálják, melyekbe a megszikkadt lemezt belenyomogatják és ezután a bordákat ráragasztják. Az engobozott csempéket úgy készítik, hogy vagy már a lemezeket 1–2 mm vastag fehér engobe-bal vonják be, vagy le is öntik a kiformált csempét a híg engobe-iszappal. Az ún. svéd kályhákat, a kandallókat úgy mint a kályha alapzatát és fedőjét a megszikkadt lemezekből építik össze, ráragasztják agyagpéppel a domború díszítményeket és párkányokat és végül késsel szétvágják egyes darabokra, úgy, hogy az összeillesztés helyei, amennyire az lehetséges, a párkányokkal el legyenek fedve. A kályhacsempéket a fazekas-kemencében égetik, a finomabb, sima felszínű fajanszcsempéket pedig még egyenesre is csiszolják és ezután leöntéssel mázolják és másodszor égetik.

## Cserépkályha főbb fajtái

### Hagyományos üzemelésű cserépkályhák
Hagyományos üzemelésűek azok a cserépkályhák, amelyekben időszakosan (naponta egyszer vagy kétszer begyújtva) tüzelnek. Ezek a kályhák fa-,szén-, vagy vegyes, tehát fa- és széntüzelésre alkalmasak. A felhasználandó tüzelőanyag határozza meg a kályha belső kialakítását, falvastagságát és ajtóinak számát, elhelyezési módját.
A hagyományos üzemelésű	kályhákat legáltalánosabban aszerint csoportosítják, hogy a tűztér és a kéménybe csatlakozó füstcső között hány füstjárat van a kályhatesten belül, és hogy ezek milyen irányban: függőlegesen vagy vízszintesen helyezkednek el. Az alaptípus hőtárolásra alkalmas, nagy tömegű, több járatos, ajtóval zárt tűzterű. Az égéslevegőt az ajtók szabályozható nyílásain át kapja. Kéményhez csatlakozik, és általában a helyiségből veszi a levegőt (légbevezetés szükséges). Burkolata a neve szerint is égetett, mázas cserép, de más építőanyag is lehet.

### Kombinált cserépkályhák
A kombinált cserépkályha egy betétes, ún. fűtőkandallóból, és egy utána épített járatos cserépkályhából áll. Első része gyorsan megmelegszik, és légcserével ad le hőt, második része a hagyományos cserépkályhához hasonlóan tárolja a hőt.

### Töltő rendszerű cserépkályhák
A töltő rendszerű (folyton égő) cserépkályhák felépítése csaknem azonos a hagyományos cserépkályhákéval. Az eltérés az ajtók számában és a tűztér közvetlen környezetének kialakításában van. Az ilyen típusú kályhákon ugyanis három ajtó van: a tűztérajtón és hamuzó ajtón kívül a harmadik ajtón lehet a tüzelőanyagot a tűztérbe tölteni (mint a kétaknás kályháknál). A tűztérben a folyamatos égés miatt rendkívül nagy a hőmérséklet (kokszkályhák, szénfűtés), így a tűztér falait a többi kályhatípusénál gondosabban kell megépíteni, de kialakításuk függ a kályha égési rendszerétől is. A töltő rendszerű cserépkályhákat más néven folyton égő kályháknak is szokták nevezni, ami abból ered, hogy ezek alkalmasak arra, hogy a tüzelőanyag rendszeres betöltésével és a keletkezett hamu rendszeres ürítésével ősztől tavaszig folyamatosan üzemeljenek.
A töltő rendszerű kályhák építése nagyobb gondosságot igényel ugyan, de élettartamuk, tisztítási-átrakási periódusuk lényegesen hosszabb az időszakos tüzelésű kályhákénál. Mindezeken túl üzemeltetésük nagyon gazdaságos, jól kialakított változataik a 80%-os fűtési hatásfokot is elérhetik.

### Gáztüzelésű cserépkályhák
A gázüzemű cserépkályha tűzterében erre a célra kialakított, földgázzal vagy városi gázzal működő gázégő állítja elő azt a hőenergiát, amely a kályha köpeny¬falát átmelegíti. Tűztere nem igényel különleges kialakítást. Füstjáratai leginkább a fekvőjáratú cserépkályhák belső elrendezéséhez hasonlítanak.
A gázüzemű cserépkályhák füstjáratait csak fekvő rendszerűre szabad kiképezni, a járatok felfelé emelkedve lehetnek lépcsős kialakításúak is, de bukójárat és holttér nem alakulhat ki a járatokban, mert robbanásveszélyes. (2011 óta újat már nem engedélyeznek.)

### Elektromos üzemű cserépkályhák
Az elektromos fűtőtestekkel üzemelő cserépkályháknak számos előnyük van: tiszták, higiénikusak, könnyen szabályozhatók, jól automatizálhatók, nem kell hozzájuk kémény, az időnkénti fűtőbetét cserén kívül alig igényelnek karbantartást, korszerű változataikkal közel 100%-os fűtési hatásfok érhető el. Mindezek ellenére jelentős hátrányuk, hogy a mai energiaárak miatt üzemeltetésük költségesebb, mint bármely más cserépkályha típusé. Átmenetet képeznek a csúcskizárásos üzemben, vezérelt "éjszakai árammal" működő tárolós elektromos cserépkályhák.

### Konvekciós hőleadású légfűtő cserépkályhák
A szilárd tüzelésű cserépkályhák legkorszerűbb típusai a konvekciós hőleadású cserépkályhák (ún. fűtőkandalló, csempekandalló). Ezek alapvetően eltérnek a hagyományos üzemelésű cserépkályháktól, mivel köpenyfaluk felmelegszik ugyan, de fűtési teljesítményük elenyésző ahhoz a légfűtéshez képest, amelyet a kályhában elhelyezett fűtőbetét és a köpenyfal közötti légrésben áramló levegő hoz létre. Ez a kályhatípus Nyugat-Európában csaknem kiszorította már a hagyományos építésű cserépkályhákat. Ennek a jó hatásfokon kívül az is magyarázata, hogy a fűtőbetétet gyárban állítják elő, ezen kívül fokozottan hőálló anyagból készül, és így a hőmozgásokra kevésbé érzékeny, a körülötte levő köpenyfal egyszerűbben megépíthető, és a közvetett hőhatás folytán a kályhák hosszabb élettartamúak.

### Központi fűtés kazánjaként működő cserépkályhák
Azok a kályhák nevezhetők központi fűtés kazánjaként működő cserépkályháknak, melyek meleg víz előállításával működtetnek egy központi fűtési rendszert. Ez alapvetően úgy oldható meg, hogy egy ún. fűtőkandallóba, vagy egy ún. kombinált cserépkályhába vízteres betétet teszünk. A központi fűtésre köthető vízteres betétes kandallók/kályhák vízoldalon gyakorlatilag azonosak a meleg vizes, szilárd tüzelésű (vegyes tüzelésű) kazános fűtési rendszerekkel.

### Öko-tűzteres cserépkályhák
A fokozódó légszennyezés és a változó technikai követelmények miatt kifejlesztettek olyan tűztereket, melyben a tűztérbe külső térből vezetéken jön az égéslevegő (zárt tűzteres), és a tűztérbe oldalt, több résen, több szinten vezetik be. Ezekben a primer-szekunder levegő bevezetés és utóégés megvalósul, de egy térben. Anyaguk nagy hőlökés-állóságú samott, ismert típusaik az UZ 37 biotűztér (a régebbi Rath helyett), valamint Orther biotűztér. A legkorszerűbb cserépkályhák 
- hatásfoka minimum 80%,
- károsanyag kibocsátása: CO: 380 mg/MJ NOx: 82 mg/MJ Corg: 30 mg/MJ Szállópor: 28 mg/MJ
méretezésük a MSZ EN 15544:2009 "Egyedi kivitelezésű tégla- és cserépkályhák. Méretezés" szabvány alapján történik. Az építés, telepítés szabályos voltát kivitelezői nyilatkozattal igazolják (Magyarországi Cserépkályhások, Kandallóépítők és Gyártók Országos Ipartestületének honlapján minta).

## Cserépkályha használata

### Szárítófűtés
Egy cserépkályha építése során rengeteg víz, illetve vizes anyag kerül felhasználásra, amelyet a kályha, mint egy szivacs magában tart. Mielőtt az új kályhánkat elkezdenénk használni, mindenképpen ki kell szárítani, ennek menete a következő:
Az építést követő első hónapban a kályha ajtaját nyitva kell tartani, akár le is lehet szerelni, így biztosítjuk a füstjáratok szellőzését. Egy jó kémény, működési elvének köszönhetően folyamatosan húz, így a nyitott ajtón keresztül a szobából levegőt szív át a kályhán, ezért fontos az első hónapban a kályha körül szobahőmérsékletet tartani. Ez a nyáron épült kályhák esetében nem gond, de ha a kályhánk télen készül el és nem lakott, fűtetlen helyiségben van, akkor erre is figyelni kell. Az első hónapban célszerű csak a természetes száradásra hagyatkozni, nem szabad erőltetni a kályha száradását (elektromos hősugárzóval, begyújtással), mert ez a kályha szerkezetének károsodását okozhatja. Amennyiben nincs elegendő kéményhuzat, időnként egy ventilátorral rá lehet segíteni.
Az első hónap leteltével (de ez lehet akár 6-8 hét is) elkezdhetjük a szárítófűtés folyamatát. Ez nem egy egyszeri befűtés, hanem egy napokig tartó kíméletes „bemelegítés”, ilyenkor a maradék vizet is elpárologtatjuk a kályhából. Fontos megemlíteni, hogy a cserépkályha nem bírja a hirtelen gőzfelszabadulásból származó nyomást, ahhoz, hogy elkerüljük a kályha megrepedését mindenképpen fokozatosan kell felmelegíteni.
Tegyünk újságpapírba csomagolt, apróra hasított tűzifa-, rőzseköteget a tűztérbe és gyújtsunk be! A művelet alatt a kályhaajtó végig legyen nyitva! Miután a rőzse lángra kapott, tehetünk rá egy-két darab kisebb tűzifát, de az egész ne haladja meg a 2–3 kg-ot. A tűzifa minden esetben szárított (legalább két éve vágott) keményfa legyen, az ettől eltérő tüzelő a kályha idő előtti elhasználódásához vezethet. Ezt naponta kétszer ismételjük meg, és közben ellenőrizzük a kéményből távozó füstöt. A sok vízgőzt tartalmazó füst fehér, ahogyan csökken a páratartalma, egyre inkább áttetsző lesz. Amikor azt tapasztaljuk, hogy a kéményből távozó füst már alig tartalmaz vizet (áttetsző), akkor elkezdhetjük a kályha használatát, de az első normális befűtéskor (~5 kg fa) ellenőrizzük még a füstöt! Ha mindent rendben találunk, akkor a kályhánk készen áll a fűtési szezonra.

### Fűtés cserépkályhával
A cserépkályha mérete a helyiség fűtési igényéhez igazodik, felülete kb. 800 W/m2 hőt képes leadni. Általában a hagyományos cserépkályhák nyitott égésterűek, vagyis a levegőt a helyiségből veszik. A helyiségbe a levegőt légbevezetőkkel kell biztosítani. Mai lég-tömör nyílászárós épület esetén zárt égésterű, külső, független (csöves) légbevezetésű, az ajtókon nyílás nélküli cserépkályha is szükséges lehet. Általában hatásfoka kb. 65-75%. Használatához tüzelőanyag tárolás, és tűzbiztos hamueltávolítás szükséges.
Fűtéskor először berakjuk a gyújtóst (papír, gyújtós, brikett), e köré, mögé a hasábfát. Az egyszerre berakható famennyiség az óránként eltüzelhető mennyiség kétszerese. Az óránként eltüzelhető mennyiség (kg/h) a kályha teljesítményéből (kW) számítható, ha osztjuk a kW értéket 3,5-tel (kg/h = kW/3,5). A hagyományos cserépkályha begyújtása lassan történik, először a huzat biztosításához gyújtóssal átmelegítjük a kéményt, majd az égő gyújtósra döntjük a fákat. Rosszul gyulladó fa esetén a tűztér ajtónál még égetünk gyújtóst. Ha van huzat, becsukhatjuk az ajtót, és a levegő nyíláson át biztosítjuk az égéslevegőt. A levegő mennyiség akkor elég, ha a láng színe a nyíláson, vagy üvegen át kb. világos sárga-fehér. Amíg a tűz ég, az ajtó(ka)t nem szabad lezárni, mert robbanóképes és mérgező gáz (szénmonoxid) keletkezhet. A parázs elégéséhez is engedjünk még egy kevés levegőt. Az égés befejezése után lezárhatjuk az ajtókat, és a cserépkályha leadja a tárolt hőt. A tűzifa nedvessége rontja a kéményt és a hatásfokot, ezért száraz (lehetőleg 1-2 évig fedél alatt tárolt) fát használjunk. Háztartási hulladék eltüzelését a törvények tiltják, és mérgező füstöt ad.
A zárt égésterű kályhák rendszerint automatikus adagolású pellet tüzelésű kályhák, melyekben az égés és légbevezetés folyamatát automatika szabályozza.